# カールトン (たばこ)
カールトンは、たばこの銘柄の1つ。日本ではブリティッシュ・アメリカン・タバコ・ジャパン（BATJ）が製造、販売している。

## 概要
- 1964年に誕生している。低タールたばこの先駆けで、タールやニコチンの数値をパッケージに表示した最初の銘柄である。
- 現在販売されているカールトン・スリム・メンソールは、2011年6月中旬頃よりマレーシアに製造移管され、長さが100mmから94mmになり、名称とパッケージ上部から「100's」の表記が消えている。
- 2011年7月のカールトン・メンソール・100'sの廃止をもって、日本で販売されている大手メーカー製品では100'sソフト製品が一旦消滅した。その後2013年1月21日のラークファミリーの100'sソフトが発売されるまでの間は、アーク・ロイヤル・ワイルドカードが唯一の100'sソフトパック製品となっていた（葉巻に分類されるリトルシガーを除く）。
- 土屋圭市[1]、志村けん[2]、桜井賢(THE ALFEE)[3] がスリムを愛用していたことで知られている。

## 製品一覧（日本国内販売製品）
現在は全銘柄廃盤となっている。

### 販売終了製品
※1999年以降製造販売の製品はブリティッシュ・アメリカン・タバコ製造。